# Carl-Henrik af Klercker
Carl-Henrik Nathanael af Klercker (født 22. april 1903 i Hedvig Eleonora kirkesogn, Stockholm, død 30. august 1986 i Saltsjöbadens kirkesogn) var en svensk civilingeniør, der stammede fra adelsslægten af Klercker.

## Biografi
Efter sin studentereksamen i 1922 tog Klercker afgangseksamen fra Kungliga Tekniska högskolan (1927). Han blev ingeniør på Stockholms kommuns trafikafdeling i 1927, trafikafdelingsassistent i 1936, forfremmet til arbejdsleder i 1945, chefingeniør ved Stockholms stadsbyggnadskontor og chef for dets vejafdeling i 1950, efterfølgende medlem af Nedre Norrmalmskomitéens arbejdsudvalg fra 1951, og endelig chefingeniør ved vejafdelingen fra 1961. Han var således én af de førende eksperter bag implementeringen af Norrmalms totalfornyelse i efterkrigstiden.
Efter reserveofficerseksamen i 1924 blev Klercker løjtnant ved de Svenske ingeniørtropper i 1931, kaptajn i 1938 og major i 1951. Han var desuden medlem af de Svenske Ingeniørtroppers Riksforbunds (SVR) faste byplanlægningskomité i 1947, af det Kongelige Ingeniørvidenskabsakademis transportforskningskomités vej- og køretøjsudvalg i 1949, medlem af hovedberedskabets arbejdsudvalg i 1951 og af trafikkommissionen ved International Federation for Housing and Town Planning i Wien 1960. Han var formand for kommunalnævnet i Saltsjöbadens köping 1951–54 og næstformand for kommunalbestyrelsen i Saltsjöbaden i 1959. Han var desuden fast medlem af Svenska Teknologföreningen og medlem af bl.a. Svenska kommunaltekniska föreningen. 
Carl-Henrik af Klercker ligger begravet på Skogsö Kirkegård.